# John Shoffner
John Shoffner (Fairbanks, Alasca – 25 de julho de 1955) é um piloto de corrida, investidor e piloto aéreo dos Estados Unidos. Em maio de 2021, ele comprou um assento a bordo da Axiom Mission 2.

## Carreira no automobilismo
Por diversas vezes, Shoffner completou as 24 Horas de Nürburgring. Em 2016, ele terminou na 19ª posição e como segundo de sua turma (SP7) com um Porsche 991 GT3 Cup. Em 2017, ele terminou na 32ª posição e como terceiro de sua turma (SP7) com um carro de mesmo modelo.
Shoffner terminou em segundo lugar o Campeonato Carrera Cup Class do Nürburgring Endurance Series e possuí um total de três vitórias no Carrera Cup Class.
| 24 Horas de Nürburgring | Equipe                              | Carro                | Categoria   | Resultado | Resultado na categoria |
| ----------------------- | ----------------------------------- | -------------------- | ----------- | --------- | ---------------------- |
| 2015                    | Fricadelli Racing Team              | Renault Clio         | SP3         | 93        | 8                      |
| 2016                    | Fricadelli Racing Team              | Porsche 991 GT3 Cup  | SP7         | 19        | 2                      |
| 2017                    | Gigaspeed Team GetSpeed Performance | Porsche 991 GT3 Cup  | SP7         | 32        | 3                      |
| 2018                    | Gigaspeed Team GetSpeed Performance | Porsche 991 GT3 Cup  | SP7         | 31        | 4                      |
| 2019                    | GetSpeed Performance                | Mercedes-AMG GT3     | SP9         | 13        | 12                     |
| 2020                    | GetSpeed Performance                | Mercedes-AMG GT3 Evo | SP 9 Pro-Am | 17        | 3                      |

## Voo espacial
Shoffner comprou um assento a bordo da Axiom Mission 2, comandada por Peggy Whitson, como anunciado no dia 25 de maio de 2021. A missão foi lançada no dia 21 de maio de 2023 e ele também foi suplente na Axiom Mission 1.
Durante seu tempo no espaço, Shoffner e Whitson realizaram diversas demonstrações de sequenciamento de genomas unicelulares para a 10x Genomics.